# Stary Młyn (Chojnice)
Pour les articles homonymes, voir Stary Młyn.
Stary Młyn est une localité polonaise de la gmina rurale et du powiat de Chojnice situés en voïvodie de Poméranie. 

## Géographie

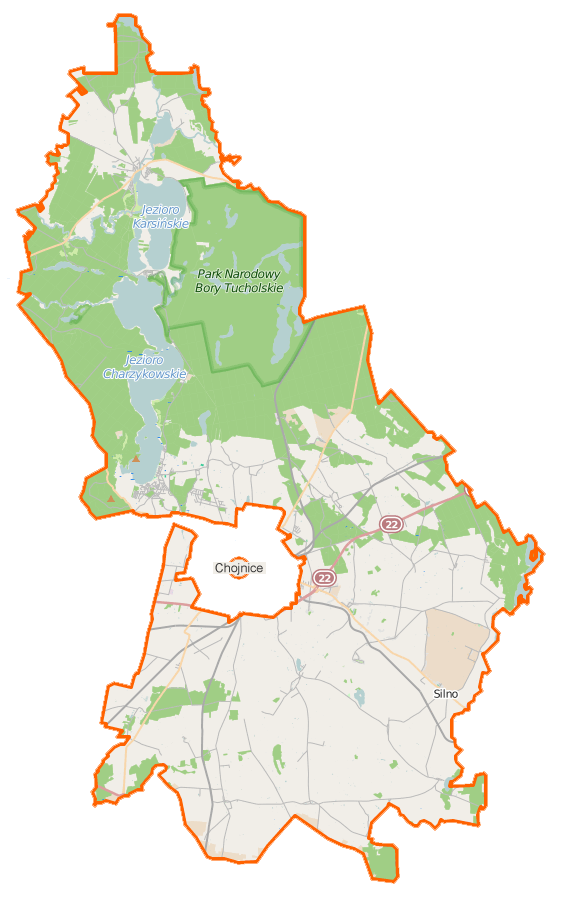
Carte de la gmina de Chojnice.